# Varnava
Varnava (in greco Βαρνάβας?) è una ex comunità della Grecia nella periferia dell'Attica (unità periferica dell'Attica Orientale) con 1 722 abitanti secondo i dati del censimento 2001.
È stata soppressa a seguito della riforma amministrativa, detta Programma Callicrate, in vigore dal gennaio 2011 ed è ora compresa nel comune di Maratona.